# Astochia melanopygus
Astochia melanopygus är en tvåvingeart som först beskrevs av Wulp 1899.  Astochia melanopygus ingår i släktet Astochia och familjen rovflugor. Inga underarter finns listade i Catalogue of Life.